# Серрано (футбольный клуб)
«Серрано» (порт.-браз. Serrano Sport Club) — бразильский футбольный клуб представляющий город Витория-да-Конкиста штата Баия.

## История
Клуб основан 22 декабря 1979 года, домашние матчи проводит на арене «Аньяльдо Бенто», вмещающей 4 000 зрителей. В чемпионате штата Баия клуб никогда не побеждал. В 2015 году «Серрано» дебютировал в Серии D чемпионата Бразилии, где занял 35-е место из 40 команд.
Принципиальным соперником команды является клуб «Витория-да-Конкиста».

## Достижения
- Чемпион второго дивизиона Лиги Баияно (1): 1992